# 何文耀
何文耀（？—？），廣東省廣州府香山縣人，清朝政治人物、同進士出身。
光緒十二年（1886年），参加光緒丙戌科殿試，登進士三甲98名。同年五月，著交吏部掣签，分发各省以知县即用，署宁波府奉化县知县，特授庆元县知县。